# Daiki Nišijama
Daiki Nišijama (japonsky 西山大希), (* 20. listopadu 1990, Japonsko) je reprezentant Japonska v judu.

## Sportovní kariéra
S judem začal v 7 letech. Připravuje se v Higašihirošimě. Patřil k velkým talentům japonského juda. Má vynikající techniku v postoji (tači-waza). Techniky nohou (aši-waza) jsou v jeho podání brilantní. K slabinám patři jeho fyzické dispozice, v boji zblízka většinou prohrává.
Jeho největším rivalem v reprezentaci byl Takaši Ono, se kterým měl svést nominační boj o start na olympijské hry v Londýně v roce 2012. Nakonec však japonští trenéři sáhli k nečekané variantě a nominovali třetího vzadu, jeho jmenovce, Masaši Nišijamu. Ještě téhož roku přišla druhá rána pro jeho psychiku, kdy si při randori zlomil pravé koleno a musel podstoupit plastiku vazu. Na vrcholovou úroveň se vrátil až po roce.

### Vítězství
2014 – světový pohár (Budapešť)

## Výsledky
| Mistrovství světa | —  | 2. | 2. |   | — | — |  |  |  |  |  |  |  |  |  |  |  |  |  |  |  |
| Mistrovství Asie  | —  |    | 2. | — | — |   |  |  |  |  |  |  |  |  |  |  |  |  |  |  |  |
| MS juniorů        | 3. |    |    |   |   |   |  |  |  |  |  |  |  |  |  |  |  |  |  |  |  |